# تمثال

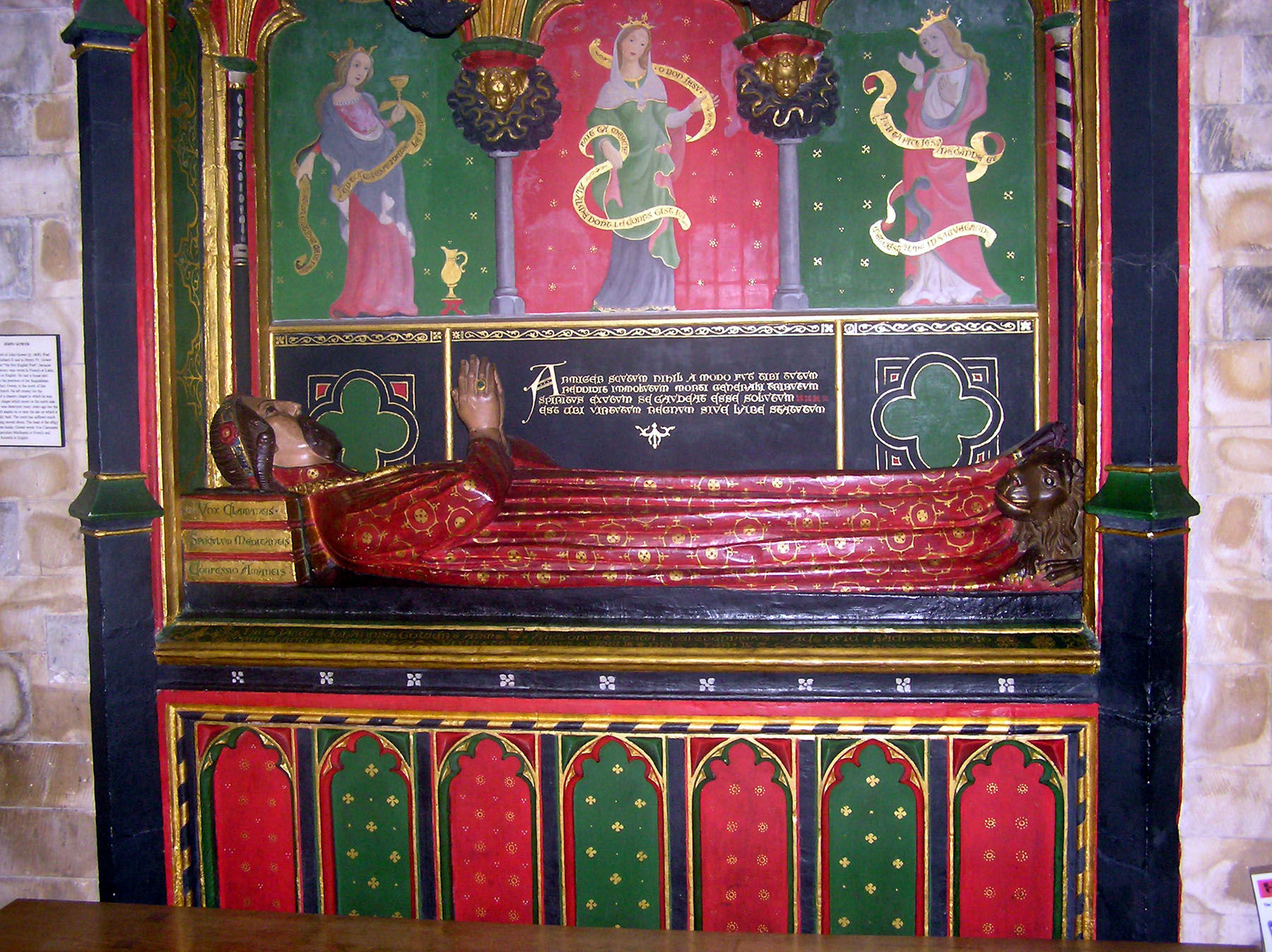
تمثال جون جوير في كاتدرائية ساوثوورك ، لندن.

التماثيل هي تمثيل لشخص على عملة معدنية أو لوحة أو منحوتة . وهي عادةً ما تكون تمثيلاً لأشخاص ذوي سلطة أو ثروة أو مكانة اجتماعية ؛ أو على العكس من ذلك، تلك التي تُصنع لتشويه سمعتهم أو التشهير بهم .

## الفن الجنائزي
في الفن الجنائزي يشير المصطلح إلى شحصية المتوفي، الذي يحاول إعادة بناء جسده بدقة متناهية(أقنعة التماثيل الجنائزيه التى سبقت صورة الوجه الرومانية) في الفن المسيحي كان من الشائع استخدام التماثيل النصفي على القبور، ففي العصور الوسطي وضعت داخل الكنائس، ولاحقا في المقابر، الوضعية الأكثر شيوعا هي الاستلقاء على الظهر مع تشابك اليدين في وضعية صلاه، ولكن توجد ايضا أوضاع أخرى مثل الركوع أو حتى الوقوف.

## علم العملات
في علم العملات، يطلق على التمثال الرمزي نقش بارز على وجه ميدالية أو عنلة معدنية لصورة ملك أو قديس أو شخصية مرموقة يقدم لها التكريم.
كان الملوك أول من رسمت صورهم، بدءا من الإسكندر الأكبر ولاحقا استخدمت هذه الصور لأغراض دعائية من قبل العديد من الأباطرة والملوك في العصور القديمة سوءا
في العالم الغربي أو الشرقي حتى يومنا هذا.

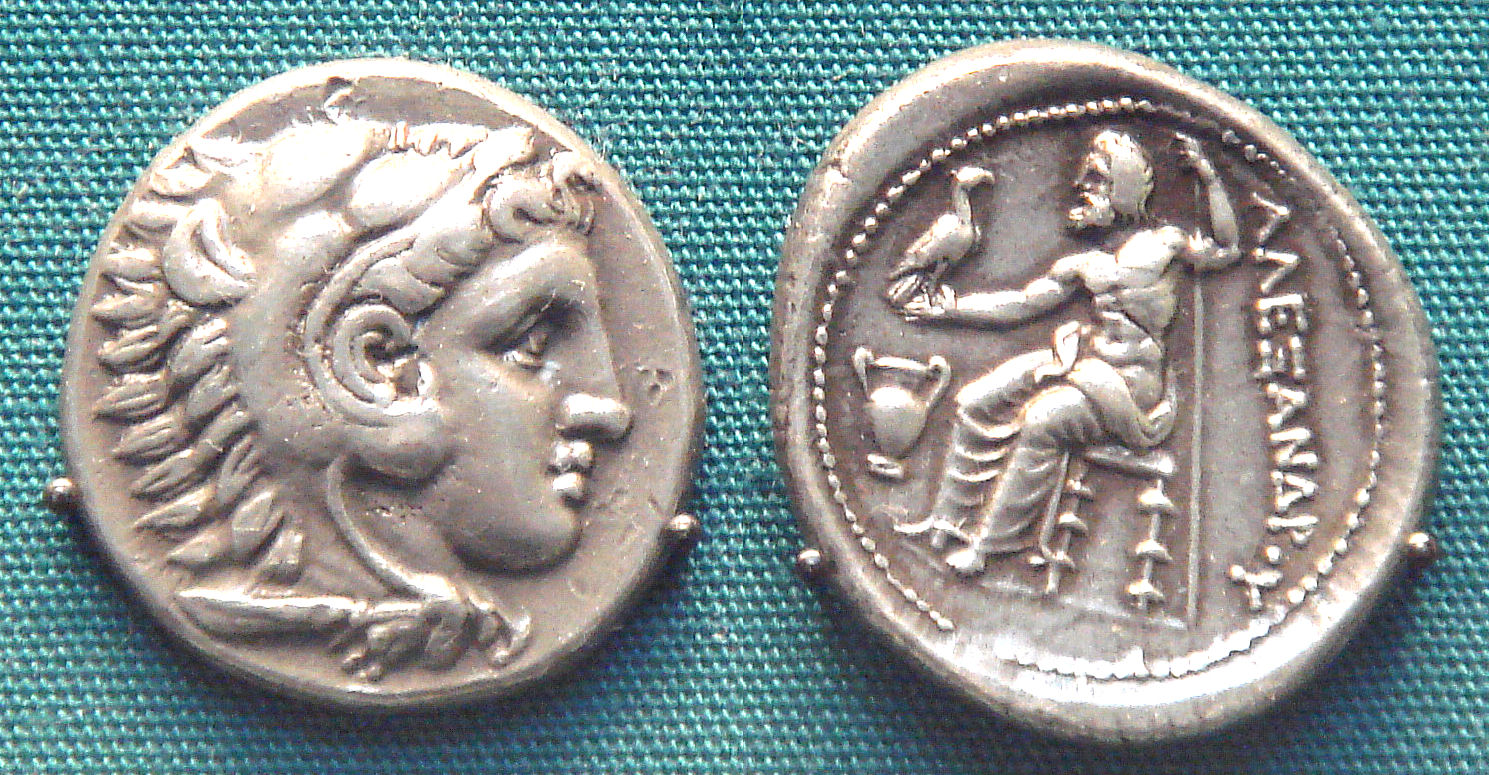
عملة فضية للإسكندر الأكبر (336-323) ل. ج) مع تمثال هرقل يرتدي جلد الأسد، وزيوس على العرش يحمل نسرًا وصولجانًا على الجانب الآخر.

## العمليات القضائية
في الإجراءات القضائية للنظام القديم ، وخاصةً محاكم التفتيش ، عندما كان حضور المتهم مستحيلاً، كان يُحاكم ويُدان باستخدام تمثال ، أي باستخدام تمثال لتمثيله، ويُعدم بدلاً منه (مثلاً بالشنق أو بقطع الرأس أو بالحرق). كما نُفذت " مهزلة أفيلا " بهذه الطريقة، حيث عُزل الملك القشتالي هنري الرابع.

## ضرب وحرق الشخصيات
كما تنتشر على نطاق واسع التقاليد الاحتفالية الشعبية التي تشمل ضرب أو حرق تمثال لشخصية مكروهه(يهوذا الإسخريوطي، جاي فوكس) 

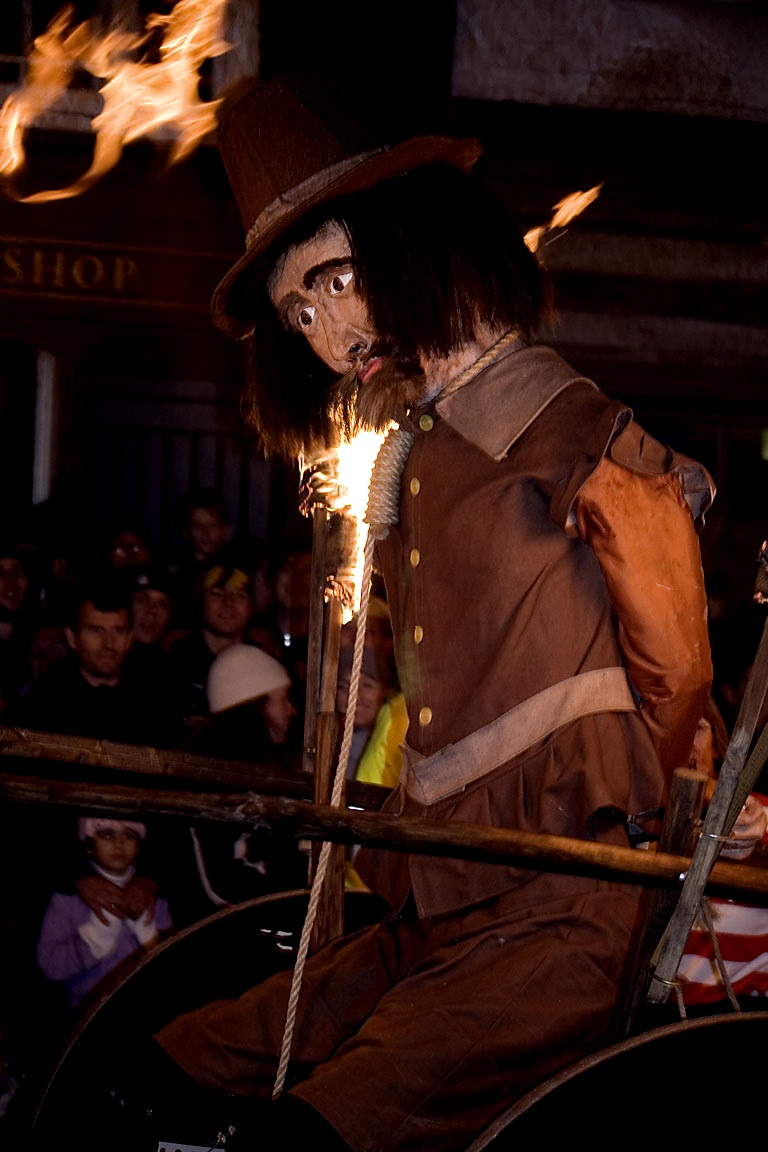
حرق تمثال جاي فوكس.
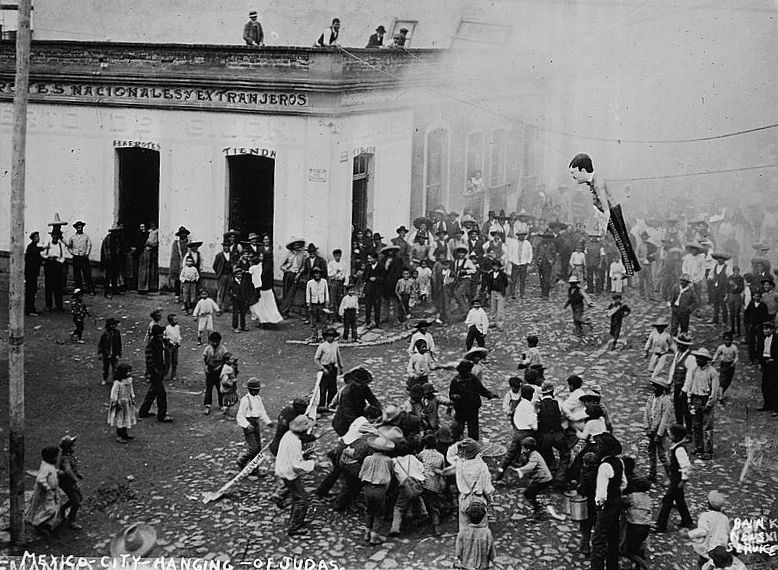
حرق يهوذا في المكسيك.